# Camps de Serracarbassa
Els Camps de Serracarbassa és un paratge de camps de conreu del terme municipal de Sant Quirze Safaja, de la comarca del Moianès.
Estan situats al costat sud-oest de les masies de Serracarbassa i Serratacó, a la dreta del torrent de l'Espluga, en el vessant sud-est de la Serra de Barnils.